# Heptagon

Heptagon regulat

Heptagonul este un poligon cu 7 laturi.
Un heptagon regulat are toate laturile egale și toate unghiurile egale, fiecare având 128,571º sau 5 pi/7 radiani .
Suma tuturor măsurilor unghiurilor este egală cu 900° sau 5pi radiani. 